# Deutsche Akademiker-Meisterschaft
Die Deutsche Akademiker-Meisterschaft war ein für Akademiker, die selbst nicht nur akademischen Sportclubs angehörten, organisierter Wettbewerb. Dazu stiftete der deutsche Kaiser einen Wanderpokal. Ziel des Kaisers war es, dadurch das Niveau und vor allem Ansehen des deutschen Sports zu heben. Die Vorbildswirksamkeit der Akademiker sollte dabei genutzt werden. Es wurden dabei in verschiedenen Sportarten Wettbewerbe durchgeführt, im Fußball gemeinsam vom Deutschen Fußball-Bund (DFB) und dem Deutschen Akademiker-Bund. Teilnahmeberechtigt waren zwei Personengruppen:
- Alle an Universitäten und Hochschulen, sowie an Akademien im Range von Hochschulen ordnungsgemäß immatrikulierten Studenten, die in Hauptsache diesem Studium nachgingen.
- Alle ehemaligen Akademiker, die mindestens vier Semester (später auf sechs Semester erhöht) an einer der oben aufgeführten Einrichtung immatrikuliert waren.

## Meisterschaften Fußball

### Turnier 1911
- Vorrunde:

| Spielpaarung                                         | Ergebnis |
| Bonner FV – Aachener FC Alemannia                    | 6:2      |
| 1. FC Nürnberg – MTV Jahn München                    | 5:2      |
| Akademischer SC Münster – Holstein Kiel              | 2:5      |
| Berliner Tennis-Club Borussia – Berliner FC Preussen | 3:2      |

- Zwischenrunde:

| Spielpaarung                                                | Ergebnis |
| Berliner Tennis-Club Borussia – Akademischer SC 1893 Berlin | 11:1     |
| VfB Marburg – Bonner FV                                     | 6:0      |

- Halbfinale:

| Spielpaarung                                  | Ergebnis |
| VfB Marburg – 1. FC Nürnberg                  | 5:2      |
| Berliner Tennis-Club Borussia – Holstein Kiel | 1:2      |

- Finale:

| Spielpaarung                | Ergebnis |
| VfB Marburg – Holstein Kiel | 1:0      |

1911: Endspiel VfB Marburg gegen Holstein Kiel 1:0 (23. Juli in Marburg). Die Partie mit etwa 3000 Zuschauern leitete der Münsteraner Schiedsrichter Kerwer. Die Aufstellung der Marburger ist überliefert: Junghenn – Nikodemus, Claus – Veltjens, S. Lehnhardt, Eller – Riemann, Wiesner, W. Lehnhardt, Raßbach, Rödiger. Aufstellung von Kiel: Kiehn – Krogmann, Werner – Freiburg, Wittich, Tinscheit – Plambeck, Dehning, Völckers, Schinke, Wiggert.

### Turnier 1912
- Achtelfinale:

| Spielpaarung                                            | Ergebnis                        |
| Bonner FV – Akademischer SC Münster                     | 5:1, Bonn wurde disqualifiziert |
| Gießener SV – VfB Marburg                               | 0:2                             |
| Würzburger Kickers – Stuttgarter Kickers                | 2:3                             |
| VfB Leipzig – FC Wacker Leipzig                         | 10:3                            |
| Berliner Tennis-Club Borussia – Berliner TuFC Britannia | Britannia trat nicht an         |
| Akademischer SC Göttingen – VfB Jena                    | 3:0                             |
| Freilos: Holstein Kiel, MTV Jahn München                |                                 |

- Viertelfinale:

| Spielpaarung                                  | Ergebnis |
| VfB Marburg – Akademischer SC Münster         | 4:1      |
| VfB Leipzig – Akademischer SC Göttingen       | 7:1      |
| Berliner Tennis-Club Borussia – Holstein Kiel | 3:6      |
| Stuttgarter Kickers – MTV Jahn München        | 3:0      |

- Halbfinale:

| Spielpaarung                      | Ergebnis |
| Holstein Kiel – VfB Leipzig       | 4:1      |
| VfB Marburg – Stuttgarter Kickers | 1:0      |

- Finale:

| Spielpaarung                | Ergebnis |
| Holstein Kiel – VfB Marburg | 2:0      |

1912: Endspiel Holstein Kiel gegen VfB Marburg 2:0 (21. Juli, in Marburg). Holstein Kiel spielte mit: Kiehn – Alfred („Fred“) Werner, Reese – Krogmann, Wittich, Schulte – Schinke, Dehning, Plambeck, Wiggert, Hansen. Eine sehr schlagkräftige und wie der Vergleich mit 1911 zeigt auch eingespielte Mannschaft, die den Stellenwert dieser Meisterschaft deutlich macht: Mit den Nationalspielern Hans Reese und Georg Krogmann (beide auch Olympiateilnehmer im gleichen Jahr!) sowie Hans Dehning waren drei Spieler dabei, die wenige Wochen vorher mit Holstein Kiel auch die DFB-Meisterschaft gewonnen hatten. Zudem standen mit dem NFV – Auswahlspieler Friedrich (dem Bruder der Nationalspieler Adolf und August) und Alfred Plambeck zwei langjährige, aber inzwischen aussortierte altgediente Haudegen der ersten Mannschaft im Team, dazu mit Wittich und Max Wiggert (1914 mit Altona 93 NFV-Meister sowie fünfmaliger NFV-Auswahlspieler) talentierte Nachwuchsspieler. Die Tore schoss Alfred Plambeck und Georg Krogmann.

### Turnier 1913
- Sieger: VfB Leipzig

Die Meisterschaft fand von November 1912 bis Mai 1913 statt. Weitere Daten sind nicht bekannt, nur dass Leipzig mit seiner Studentenmannschaft antrat. Im selben Jahr wurde auch die Herrenmannschaft Deutscher Meister.

### Turnier 1914
- Viertelfinale:

| Spielpaarung                     | Ergebnis |
| Stuttgarter Kickers – VfB Gießen | 3:1      |

Weitere Daten sind nicht bekannt.
- Halbfinale:

| Spielpaarung                                  | Ergebnis |
| Berliner TuFC Britannia – Stuttgarter Kickers | 2:3      |

Weitere Daten sind nicht bekannt.
- Finale:

| Spielpaarung                    | Ergebnis |
| Stuttgarter Kickers – Bonner FV | 2:1      |

1914: Das Finale war für den 2. August geplant. Durch den Ersten Weltkrieg fiel das Spiel aber aus. Beide Vereine einigten sich darauf, unmittelbar nach Kriegsende dieses Spiel nachzuholen. Am 4. Juli 1920 wurde in Stuttgart der Meister des Jahres 1914 ermittelt.

## Meisterschaften Hockey

### Turnier 1910
- Sieger: Berliner HC

### Turnier 1911
- Finale:

| Spielpaarung                 | Ergebnis |
| ASC Straßburg – Leipziger SC | 3:2      |

### Turnier 1912
- Finale:

| Spielpaarung               | Ergebnis |
| Leipziger SC – Berliner HC | 3:0      |

### Turnier 1913
- Finale:

| Spielpaarung                   | Ergebnis |
| Leipziger SC – HV Jahn München | 11:1     |